# Роздорський район
Роздорський район — адміністративно-територіальна одиниця, що існувала в РРФСР у 1935—1963 роках.

## Історія
Район було утворено в 1935 році. На цей момент в Роздорськом районі було 10 сільських рад, 27 колгоспів, 2 МТС (Роздорська й Кундрюченська), 2 млини, 19 початкових і 3 неповних середніх шкіл, 4 лікарні, 4 амбулаторії, 2 фельдшерських пункти, 5 бібліотек, з них 2 дитячі.
Під час німецько-радянської війни район було окуповано. За час фашистської окупації господарству району завдано збитків на 110816,1 тис. руб. З 6000 голів великої рогатої худоби залишилося 124, з 2700 коней — 13, свині, вівці та птиця були поголовно знищені.
13 вересня 1937 року Роздорський район (з центром в станиці Роздорська ) увійшов до складу Ростовської області.
Указом Президії Верховної Ради СРСР від 6 січня 1954 року з Ростовської області була виділена Кам'янська область (з центром у місті Кам'янськ-Шахтинський). Територія Роздорського району увійшла до складу Кам'янської області.
У відповідності з Указом Президії Верховної Ради РРФСР від 19 листопада 1957 року Кам'янська область скасовується. Роздорський район повернуто до складу Ростовської області.
1 лютого 1963 року Роздорський район було скасовано. Його територія увійшла до Константиновського (смт Усть-Донецький переданий з Константиновського району у підпорядкування Волгодонської міськради 5 квітня 1963 році), а потім — до Усть-Донецького району Ростовської області.